# Matlalcueitl

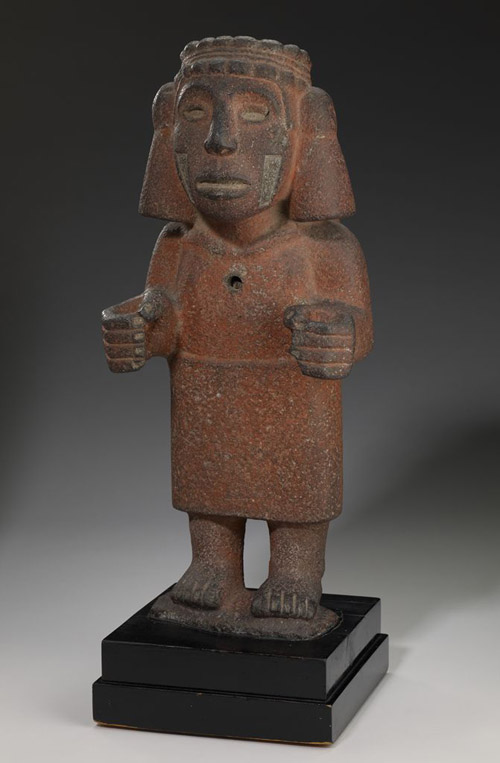
1200-1521, gray basalt, red ochre. Minneapolis Institute of Arts

Matlalcueitl o Matlalcueyetl o Matlalcueje (in lingua náhuatl Matlaltic-Cueitl ovvero [Colei che Indossa una] Gonna Azzurra) è una divinità della pioggia donatrice di vita e della canzone, nella mitologia di Tlaxcala. Dà il nome all'omonimo vulcano spento Matlalcueitl. I Tlaxcala erano una tribù di lingua nahuatl soggiogata agli Aztechi al tempo della conquista spagnola delle Americhe. Nella mitologia azteca veniva identificata con Chalchiuhtlicue e con il consorte, l'antico dio della pioggia Tlaloc.